# 2019年オーストリアグランプリ
2019年オーストリアグランプリ (2019 Austrian Grand Prix) は、2019年のF1世界選手権第9戦として、2019年6月30日にレッドブル・リンクで開催された。
正式名称は「FORMULA 1 myWorld GROSSER PREIS VON ÖSTERREICH 2019」。

## レース前
タイヤ
本レースでピレリが用意するドライタイヤのコンパウンドは、ハード（白）：C2、ミディアム（黄）：C3、ソフト（赤）：C4の組み合わせ。前年よりトレッド面（接地面）のゴムが0.4mm薄い本年のタイヤ仕様に苦しむチームが多く、その代表としてレッドブル・レーシングが前年仕様のタイヤに戻すことを提案したが、全10チーム中5チームの賛成にとどまった。なお、タイヤの変更には7チームの賛成が必要である。
パワーユニット
ホンダは、前戦フランスGPから投入した「スペック3」のパワーユニット（以下PU）をトロ・ロッソのアレクサンダー・アルボンにも投入する。これによりエンジン(ICE)とMGU-Kが年間最大基数を超えるため、グリッド降格ペナルティを受ける。マクラーレンのカルロス・サインツJr.もルノーの「Bスペック」PUに全エレメント交換したため、グリッド降格ペナルティを受ける。
記録
メルセデスは開幕から8連勝中、通算で10連勝中だが、本レースでも勝利を挙げた場合、マクラーレンが1988年の開幕戦ブラジルGPから第11戦ベルギーGPで挙げた11連勝に並ぶタイ記録となる。

## エントリーリスト
レギュラーシートについては前戦フランスGPから変更なし。ただし、スクーデリア・フェラーリは当初、たばこ広告の規制違反の回避から「ミッション・ウィノウ(Mission Winnow)」の削除は一時的なものと思われていたが、リスク回避の観点から今回のGPも削除を継続。よって、フェラーリは今回も「Mission Winnow」がないエントリー内容となる。

## フリー走行
FP1（金曜午前）
セッション開始前からバルテリ・ボッタスのPUがオイル漏れを起こし、急遽最新仕様の「フェーズ2」から旧仕様の「フェーズ1」に載せ替え、ボッタスは開始30分までにコースインすることができた。1戦遅れてホンダのスペック3のPUを使い始めるアレクサンダー・アルボンにはミスファイアの症状が出た。ボッタスにトラブルがあったもののメルセデス勢が一時1-2体制を築くが、セバスチャン・ベッテルが2番手に割って入った。セッション終了4分前にニコ・ヒュルケンベルグが最終コーナーの縁石にぶつかり、フロントウイングの左半分を失ってコース周辺に破片が飛び散ったため赤旗が出され、セッションはそのまま終了した。トップタイムはルイス・ハミルトンの1分04秒838。
FP2（金曜午後）
メルセデス勢が立て続けに最終コーナーでコースオフを喫したが、ここではほとんどダメージは負わなかった。ピエール・ガスリーはターン4で派手にコースを飛び出した。セッション開始から30分を過ぎると、上位勢にアクシデントが立て続けに発生する。まず37分にマックス・フェルスタッペンが最終コーナーで飛び出し、リヤからバリアに突っ込んだ。このクラッシュは突風の影響でリアが突然向きを変えたためだったとフェルスタッペンは語っている。なお、この走行で使用していたホンダPUは「金曜日用」のもので、前戦フランスGPから投入された「スペック3」のPUに影響はない。これにより7分間赤旗中断となるが、再開された直後にボッタスがターン6で挙動を乱し、グラベルを突っ切ってバリアに正面から激突するアクシデントが発生する。ボッタスも自力でコクピットから脱出したが衝撃はフェルスタッペンより大きく、メディカルセンターへ向かった。これにより2度目の赤旗中断となり、7分間の中断の後再開され、その3分後にベッテルが最終コーナーでフェルスタッペンと同じようにコースを飛び出すが、バリア直前で辛うじて止まって3人目のアクシデントは回避し、コースへ復帰していった。トップタイムはシャルル・ルクレールの1分05秒086で、クラッシュを喫したボッタスが2番手、ガスリーが3番手に食い込んだ。
FP3（土曜午前）
ホンダは既にグリッド降格が決まっているアレクサンダー・アルボンに対し、さらなるPU交換を実施した。対象は5基目のエンジン(ICE)と、4基目のターボチャージャー(TC)、MGU-H、MGU-Kで、このうちTCとMGU-Hについては今後ペナルティ無しで再使用するための「戦略的交換」である。ルノーのヒュルケンベルグもFP3を前に最新型「スペックB」のICEに交換し、これが5基目となりグリッド降格ペナルティを受けることになった。ガスリーが2周を走ったところで「パワーがない」と無線で訴えてピットに戻り、ピットでの作業が終わりコースへ復帰できたのは開始から40分を経過してからであった。ハミルトンはセッション前半、たびたびコースを外れてしまったが、セッション後半に各車予選に向けたアタックを開始すると2番手のタイムを出した。トップタイムはFP2に続いてルクレールで、1分03秒987を記録した。

## 予選
2019年6月29日 15:00 CEST(UTC+2)
シャルル・ルクレールが自身2度目となるポールポジションを獲得した。一方、チームメイトのセバスチャン・ベッテルはエアプレッシャーラインのトラブルでQ3を走行できず10番手に終わり、フェラーリ勢は明暗が分かれた。ルイス・ハミルトンはルクレールのタイムを上回ることが出来ず2番手、バルテリ・ボッタスは4番手に終わり、メルセデス勢の連勝記録ストップの危機が迫ろうとしている。さらにハミルトンは、Q1でキミ・ライコネンに対して進路を妨害したため、3グリッド降格ペナルティと2シーズンぶりのペナルティポイント加点処分が科された。これにより、メルセデス勢の牙城を崩して3番手となったマックス・フェルスタッペンがフロントローに繰り上がり、ホンダとしては2006年の第4戦サンマリノGP以来のフロントロー獲得となった。一方、チームメイトのピエール・ガスリーは最終アタックでのミスが響き9番手に終わった。なお、Q1でダニール・クビアトの進路を妨害したジョージ・ラッセルも、ハミルトンと同様に3グリッド降格とペナルティポイント1点が科されている。

### 結果
| 順位                | No. | ドライバー                   | コンストラクター                   | Q1       | Q2       | Q3       | Grid |
| ------------------- | --- | ---------------------------- | ---------------------------------- | -------- | -------- | -------- | ---- |
| 1                   | 16  | シャルル・ルクレール         | フェラーリ                         | 1:04.138 | 1:03.378 | 1:03.003 | 1    |
| 2                   | 44  | ルイス・ハミルトン           | メルセデス                         | 1:03.818 | 1:03.803 | 1:03.262 | 4 1  |
| 3                   | 33  | マックス・フェルスタッペン   | レッドブル-ホンダ                  | 1:03.807 | 1:03.835 | 1:03.439 | 2    |
| 4                   | 77  | バルテリ・ボッタス           | メルセデス                         | 1:04.084 | 1:03.863 | 1:03.537 | 3    |
| 5                   | 20  | ケビン・マグヌッセン         | ハース-フェラーリ                  | 1:04.778 | 1:04.466 | 1:04.072 | 10 2 |
| 6                   | 4   | ランド・ノリス               | マクラーレン-ルノー                | 1:04.361 | 1:04.211 | 1:04.099 | 5    |
| 7                   | 7   | キミ・ライコネン             | アルファロメオ-フェラーリ          | 1:04.615 | 1:04.056 | 1:04.166 | 6    |
| 8                   | 99  | アントニオ・ジョヴィナッツィ | アルファロメオ-フェラーリ          | 1:04.450 | 1:04.194 | 1:04.179 | 7    |
| 9                   | 10  | ピエール・ガスリー           | レッドブル-ホンダ                  | 1:04.412 | 1:03.988 | 1:04.199 | 8    |
| 10                  | 5   | セバスチャン・ベッテル       | フェラーリ                         | 1:04.340 | 1:03.667 | No Time  | 9    |
| 11                  | 8   | ロマン・グロージャン         | ハース-フェラーリ                  | 1:04.552 | 1:04.490 |          | 11   |
| 12                  | 27  | ニコ・ヒュルケンベルグ       | ルノー                             | 1:04.733 | 1:04.516 |          | 15 3 |
| 13                  | 23  | アレクサンダー・アルボン     | トロ・ロッソ-ホンダ                | 1:04.708 | 1:04.665 |          | 18 4 |
| 14                  | 3   | ダニエル・リカルド           | ルノー                             | 1:04.647 | 1:04.790 |          | 12   |
| 15                  | 55  | カルロス・サインツ           | マクラーレン-ルノー                | 1:04.453 | 1:13.601 |          | 19 5 |
| 16                  | 11  | セルジオ・ペレス             | レーシング・ポイント-BWTメルセデス | 1:04.789 |          |          | 13   |
| 17                  | 18  | ランス・ストロール           | レーシング・ポイント-BWTメルセデス | 1:04.832 |          |          | 14   |
| 18                  | 26  | ダニール・クビアト           | トロ・ロッソ-ホンダ                | 1:05.324 |          |          | 16   |
| 19                  | 63  | ジョージ・ラッセル           | ウィリアムズ-メルセデス            | 1:05.904 |          |          | PL 6 |
| 20                  | 88  | ロバート・クビサ             | ウィリアムズ-メルセデス            | 1:06.206 |          |          | 17   |
| 107% time: 1:08.273 |     |                              |                                    |          |          |          |      |
| ソース:             |     |                              |                                    |          |          |          |      |

追記
- ^1 - ハミルトンはQ1のターン3でライコネンの進路を妨害したため、3グリッド降格とペナルティポイント1点が加算された（合計1点）[24][28]
- ^2 - マグヌッセンはFP3で6戦以内のギアボックス交換を行ったため5グリッド降格[29][30]
- ^3 - ヒュルケンベルグはFP3で規定を超えるパワーユニット交換（5基目のICE）を行ったため5グリッド降格[20][31]
- ^4 - アルボンはFP1とFP3で規定を超えるパワーユニット交換を行い、グリッド降格数が15を超えたため最後尾グリッドに降格
  - FP1で4基目のエンジン(ICE)、3基目のMGU-Kに交換[5][32]
  - FP3で5基目のICE、4基目のターボチャージャー(TC)、MGU-H、MGU-Kに交換[20][33]
- ^5 - サインツはFP1で規定を超えるパワーユニット交換（4基目のICE、TC、MGU-H、3基目のMGU-K、エナジーストア(ES)、コントロールエレクトロニクス(CE)）を行い、グリッド降格数が15を超えたため最後尾グリッドに降格[6][34]
- ^6 - ラッセルはQ1のターン9でクビアトの進路を妨害したため、3グリッド降格とペナルティポイント1点が加算された（合計1点）[24][35]。なお、決勝前にパルクフェルメを破ってフロントウイングを交換したため、ピットレーンからスタートする[36][37]

## 決勝
2019年6月30日 15:10 CEST(UTC+2)
スタートで大きく出遅れたマックス・フェルスタッペンが逆転優勝を果たし、レッドブル・レーシングに2年連続のホームグランプリ制覇と、ホンダに2006年ハンガリーグランプリ（ジェンソン・バトン）以来13年ぶり、2015年のF1復帰以来初めての優勝をもたらした。これにより、メルセデスの開幕からの連勝は8でストップし、通算でも1988年のマクラーレンの11連勝に王手をかけていたが、10連勝でストップした。

### 展開
スタートタイヤはメルセデス勢とフェルスタッペンだけがミディアムタイヤ。11番グリッド以下は全車ミディアムで、Q3進出組はソフトタイヤでのスタートとなった。
2番手スタートのフェルスタッペンは加速が鈍く（レース後のインタビューにてアンチストールが入ったことによる失速であったことが判明）、大きく順位を落として7位まで後退。その一方、ポールポジションからスタートのシャルル・ルクレールは順当にオープニングラップをトップで抜けて首位をキープ。その後ろにバルテリ・ボッタス、ルイス・ハミルトンのメルセデス勢が続いた。この間、6番手からスタートしたキミ・ライコネンは4番手に浮上した。スタートに失敗したフェルスタッペン、そして予選Q3でのトラブルにより9番手スタートとなっていたセバスチャン・ベッテルは、前を行くライコネン、ランド・ノリスを攻略しながら上位陣を追いかけていく。
11周目、最初のピットストップとなったのはケビン・マグヌッセン。ペースが上がらないため、早めのピットインを選択しハードタイヤに交換。だが、マグヌッセンはスタート前にスタート位置より前にマシンが進んだ状態で停車。これはスタート時は正規のボックス内にマシンを収めるという規定に違反したため、ドライブスルーペナルティを科され大きく後退してしまう。14周目、ノリスがターン3でライコネンのインに飛び込んでパスし6番手に上がった。一方で8番手ピエール・ガスリーはライコネンの背後に迫るものの抜くことができない。そんななかルクレールは好ペースを維持し、独走態勢に入る。
21周目、ボッタスとベッテルがピットイン。両者ハードへ交換。ボッタスは問題なくコースに復帰したが、ベッテルにはタイヤが準備ができておらずタイムを失った。翌22周目には、ルクレールがピットイン。問題なくタイヤ交換を終え、2位で復帰する。この時点で首位に立ったハミルトンはまだタイヤの状態が良いと報告し、その翌周にファステストラップを記録して第1スティントを伸ばすことを決める。だが、22周目の時にターン1の縁石でフロントウイングが当たったことが原因でダウンフォースが低下する症状が発生。それにより、ペースが上がらず、30周目までステイアウトして踏ん張ったものの、力尽きてピットイン。タイヤ交換に加え、フロントノーズも交換したため大幅なタイムロスとなり、優勝争いから脱落。ベッテルの後方まで順位を落とした。
その間、23周目にライコネン、翌24周目にアントニオ・ジョビナッツィがピットインするが、ポジションを争うノリスはステイアウト。25周目にピットインしたノリスは、ハードではなくミディアムに換えてライコネンの前、ガスリーはハードに換えてライコネンの後ろでコースに戻った。フェルスタッペンは31周目にタイヤ交換を終え、ベッテルとハミルトンの間でコースへ復帰。32周目、ガスリーはようやくライコネン攻略を果たした。この時点でルクレール-ボッタス-ベッテル-フェルスタッペン-ハミルトンの順となった。
45周目にベッテルはボッタスの2.5秒後方まで接近するが、50周目にフェルスタッペンはターン3-4のバックストレートでベッテルを抜いて3位に浮上。そこでベッテルは戦略を切り替え再びピットインし、ハミルトンの後方に下がった。フェルスタッペンは若いタイヤのアドバンテージを生かして前を走るボッタスとの差を縮めていたが、55周目までに一時的なペースダウンが発生し、PUの不調を無線で報告した。その後、フェルスタッペンはピットからの指示に従うことで問題を解消してペースを取り戻し、56周目のターン4でボッタスをパスして2位に浮上する。
フェルスタッペンはPUのセッティングを出力重視のモードに切り替え、ファステストラップを連発し、5秒前方を走る首位のルクレールに迫っていった。ルクレールは62周目に周回遅れのカルロス・サインツJr.に引っかかってフェルスタッペンとの差は3秒に縮まる。66周目に周回遅れのガスリーがルクレールの前に現れると、フェルスタッペンはDRSが使える1秒以内まで接近し、67周目にはテール・トゥ・ノーズの展開となった。だが、ペースの差は明らかで、68周目のターン3でフェルスタッペンがインに飛び込んで一旦首位に浮上するが、ルクレールはDRSを使ってフェルスタッペンを抜き返す。69周目、フェルスタッペンはターン3で再びルクレールをオーバーテイクしようとイン側のラインに飛び込んだが、ルクレールはアウト側のラインから並走を試み、両者はコーナーからの立ち上がりでフロントタイヤを軽く接触させた。フェルスタッペンは首位に立ったが、この接触でルクレールがコース外に若干押し出されたことにより、審議の対象となる。後方ではベッテルがタイヤの差を生かしてハミルトンを抜き、4位へ浮上する。
フェルスタッペンは1位でチェッカーを受け、表彰式ではフェルスタッペンとホンダの田辺豊治テクニカルディレクターが優勝トロフィーを受け取った。フェルスタッペンとルクレールの69周目の接触の件は、その後の審議でお咎め無しと判断され、フェラーリ側も悔しさを滲ませつつも控訴しない決断をしたため、フェルスタッペンの優勝（そしてホンダにとって13年ぶりの優勝、レッドブルのホームグランプリ優勝、フェルスタッペンのオーストリアGP2連覇）とルクレールの2位が確定することとなった。
メルセデス勢はPUのオーバーヒートの問題により失速し、このレースで連勝の記録が途絶えた。それ以外の成績では、6位はミディアムで走り切ったノリスがベスト・オブ・ザ・レスト、7位ガスリー、8位はPU交換ペナルティによる19番手スタートのサインツ、9位ライコネン、10位に初入賞のジョビナッツィという結果となり、マクラーレンとアルファロメオがダブル入賞を果たした。
本レースはリタイアが1台もなく、出走した20台全車が完走を果たした。全車完走は昨年の中国GP以来9回目である。ドライバー・オブ・ザ・デイは当初、3周遅れの最下位20位で完走したロバート・クビサとなっていたが、調査の結果システム上の技術的な不具合であることが判明し、レース終了から2日遅れの7月2日にフェルスタッペンの受賞が発表された。

### 結果
| 順位    | No. | ドライバー                   | コンストラクター                   | 周回数 | タイム/リタイア原因 | Grid | Pts.  |
| ------- | --- | ---------------------------- | ---------------------------------- | ------ | ------------------- | ---- | ----- |
| 1       | 33  | マックス・フェルスタッペン   | レッドブル-ホンダ                  | 71     | 1:22:01.822         | 2    | 26 FL |
| 2       | 16  | シャルル・ルクレール         | フェラーリ                         | 71     | +2.724              | 1    | 18    |
| 3       | 77  | バルテリ・ボッタス           | メルセデス                         | 71     | +18.960             | 3    | 15    |
| 4       | 5   | セバスチャン・ベッテル       | フェラーリ                         | 71     | +19.610             | 9    | 12    |
| 5       | 44  | ルイス・ハミルトン           | メルセデス                         | 71     | +22.805             | 4    | 10    |
| 6       | 4   | ランド・ノリス               | マクラーレン-ルノー                | 70     | +1 Lap              | 5    | 8     |
| 7       | 10  | ピエール・ガスリー           | レッドブル-ホンダ                  | 70     | +1 Lap              | 8    | 6     |
| 8       | 55  | カルロス・サインツ           | マクラーレン-ルノー                | 70     | +1 Lap              | 19   | 4     |
| 9       | 7   | キミ・ライコネン             | アルファロメオ-フェラーリ          | 70     | +1 Lap              | 6    | 2     |
| 10      | 99  | アントニオ・ジョヴィナッツィ | アルファロメオ-フェラーリ          | 70     | +1 Lap              | 7    | 1     |
| 11      | 11  | セルジオ・ペレス             | レーシング・ポイント-BWTメルセデス | 70     | +1 Lap              | 13   |       |
| 12      | 3   | ダニエル・リカルド           | ルノー                             | 70     | +1 Lap              | 12   |       |
| 13      | 27  | ニコ・ヒュルケンベルグ       | ルノー                             | 70     | +1 Lap              | 15   |       |
| 14      | 18  | ランス・ストロール           | レーシング・ポイント-BWTメルセデス | 70     | +1 Lap              | 14   |       |
| 15      | 23  | アレクサンダー・アルボン     | トロ・ロッソ-ホンダ                | 70     | +1 Lap              | 18   |       |
| 16      | 8   | ロマン・グロージャン         | ハース-フェラーリ                  | 70     | +1 Lap              | 11   |       |
| 17      | 26  | ダニール・クビアト           | トロ・ロッソ-ホンダ                | 70     | +1 Lap              | 16   |       |
| 18      | 63  | ジョージ・ラッセル           | ウィリアムズ-メルセデス            | 69     | +2 Laps             | PL   |       |
| 19      | 20  | ケビン・マグヌッセン 1       | ハース-フェラーリ                  | 69     | +2 Laps             | 10   |       |
| 20      | 88  | ロバート・クビサ             | ウィリアムズ-メルセデス            | 68     | +3 Laps             | 17   |       |
| ソース: |     |                              |                                    |        |                     |      |       |

ファステストラップ
- マックス・フェルスタッペン - 1:07.475（60周目）

ラップリーダー
- 1-22=ルクレール、23-30=ハミルトン、31=フェルスタッペン、32-68=ルクレール、69-71=フェルスタッペン

追記
- ^FL - ファステストラップの1点を含む
- ^1 - マグヌッセンは正しい位置でスタートしなかったため、ドライブスルーペナルティとペナルティポイント2点が加算された（合計3点）[40][52]

## 第9戦終了時点のランキング
|         | 順位 | ドライバー                 | ポイント |
| ------- | ---- | -------------------------- | -------- |
|         | 1    | ルイス・ハミルトン         | 197      |
|         | 2    | バルテリ・ボッタス         | 166      |
| 1       | 3    | マックス・フェルスタッペン | 126      |
| 1       | 4    | セバスチャン・ベッテル     | 123      |
|         | 5    | シャルル・ルクレール       | 105      |
| ソース: |      |                            |          |

|         | 順位 | コンストラクター    | ポイント |
| ------- | ---- | ------------------- | -------- |
|         | 1    | メルセデス          | 363      |
|         | 2    | フェラーリ          | 228      |
|         | 3    | レッドブル-ホンダ   | 169      |
|         | 4    | マクラーレン-ルノー | 52       |
|         | 5    | ルノー              | 32       |
| ソース: |      |                     |          |

- 注：ドライバー、コンストラクター共にトップ5のみ表示。